# 羅克福德鎮區 (密蘇里州卡羅爾縣)
羅克福德鎮區（英語：Rockford Township）是位於美國密蘇里州卡羅爾縣的一個行政鎮區。

## 地方資料
羅克福德鎮區的面積為40.52平方千米，當中陸地面積為39.68平方千米，而水域面積為0.84平方千米。根據2020年美國人口普查的數據，當地共有人口133人，而人口密度為每平方千米3.28人。